# Eyalato de Dulkadir
El eyalato de Dulkadir (en turco otomano: ایالت ذو القادریه / دولقادر; Eyālet-i Ẕū l-Ḳādirīye / Ḍūlḳādir‎) o de Marash (en turco: Maraş Eyaleti) fue un eyalato del Imperio otomano. Su área reportada en el siglo XIX era de 77 352 millas cuadradas (200 341,7 km²).

## Historia
Los dulkadiris fueron los últimos de los emiratos de Anatolia en ceder ante los otomanos, logrando permanecer independientes hasta 1521, y no se incorporaron por completo al imperio hasta 1530. El eyalato se estableció en 1522. Después de su disolución en 1864, sus territorios se unieron con los eyalatos de Alepo y Diyarbekir. 

## Divisiones administrativas
Marash consistió en cuatro sanjacados entre 1700 y 1740 de la siguiente manera:
1. Marash (Paşa Sancağı, Kahramanmaraş)
2. Malatya (Malatya)
3. Aintab (Ayıntab Sansağı, Gaziantep)
4. Kars-i Maraş (Kadirli)